# Nihonbashi
Nihonbashi (日本橋? lett. "ponte del Giappone") è un distretto finanziario di Chūō (Tokyo) nato intorno all'omonimo ponte che collega le due rive del fiume Nihonbashi dal XVII secolo. Il primo ponte di legno fu completato nel 1603. L'attuale ponte progettato da Tsumaki Yorinaka fu costruito in pietra su un telaio in acciaio risalente al 1911. Il distretto copre una vasta area raggiungendo Akihabara a nord, il fiume Sumida ad est, Ōtemachi a ovest e Yaesu e Ginza a sud.

## Storia

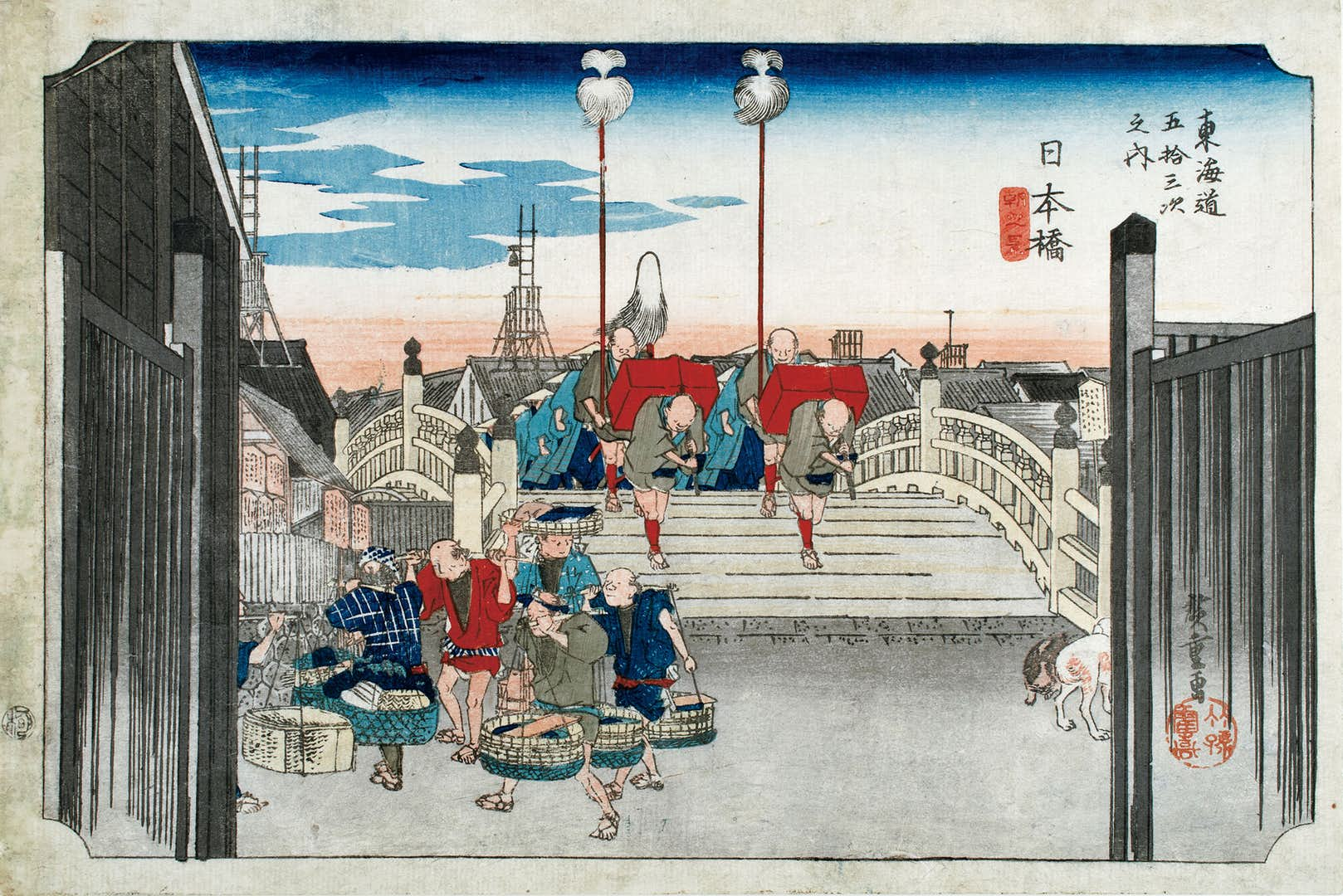
Stampa ukiyo-e di Nihonbashi ad opera di Hiroshige facente parte della serie Le cinquantatré stazioni di Tōkaidō

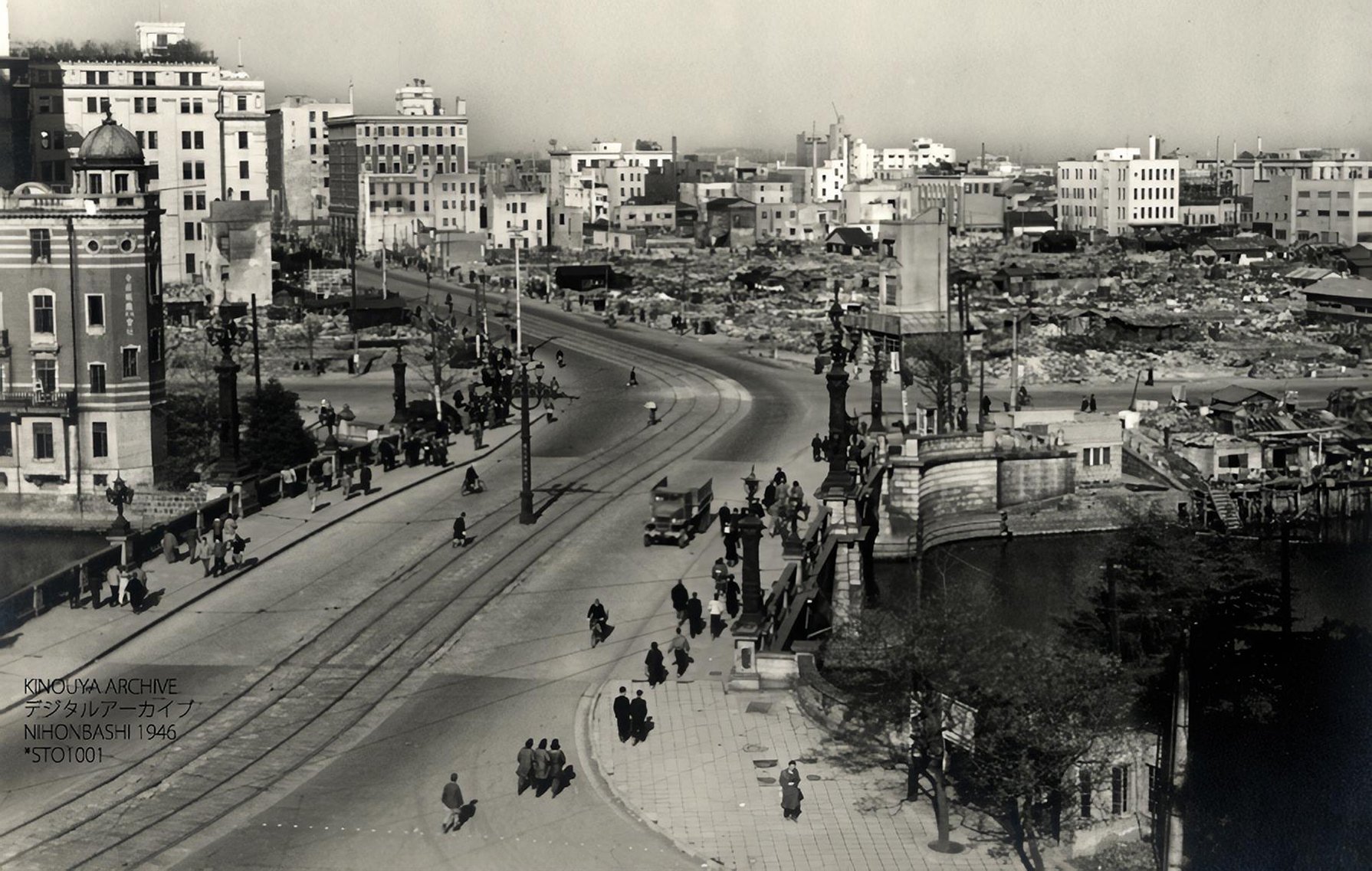
Nihonbashi nel 1946

Durante il periodo Edo, Nihonbashi fu un importante centro mercantile: il suo sviluppo iniziale è da attribuire principalmente alla famiglia Mitsui, che basò le sue attività di commercio all'ingrosso a Nihonbashi e sviluppò il primo grande magazzino giapponese: Mitsukoshi. Il mercato ittico situato a Nihonbashi durante il periodo Edo è stato il predecessore dell'attuale mercato ittico di Tsukiji. Negli anni successivi, Nihonbashi si sarebbe trasformato nel più importante distretto finanziario di Tokyo e dell'intero Giappone.
Il ponte Nihonbashi divenne famoso per la prima volta durante il XVII secolo, quando era il termine orientale del Nakasendō e del Tōkaidō, strade che scorrevano tra Edo e Kyoto. Nell'era Meiji, il ponte di legno fu sostituito da un ponte di pietra più grande (una replica del vecchio ponte è stata esposta al Museo Edo-Tokyo). Il ponte Nihonbashi contiene il punto dal quale tutte le distanze vengono misurate nella capitale; i cartelli stradali che segnano la distanza da Tokyo indicano effettivamente il numero di chilometri rispetto a Nihonbashi.
Tra il 1618 ed il 1657 nella sua area sorgeva il quartiere autorizzato di piacere e divertimento di Yoshiwara, che andò distrutto nel grande incendio di Meireki e che poi trasferito ad Asakusa. Per distinguere i due omonimi quartieri quello di Nihonbashi divenne noto come "Moto-Yoshiwara".
L'area che circondava il ponte fu bruciata durante il massiccio bombardamento di Tokyo del 9-10 marzo 1945, considerato il più grande raid aereo della storia. Nonostante un'attenta manutenzione e il restauro, una zona del ponte ha ancora segni di bruciature nella pietra dovute ad una bomba incendiaria. È una delle poche tracce lasciate dal bombardamento che ha raso al suolo gran parte di Tokyo.
Poco prima dei Giochi della XVIII Olimpiade del 1964, fu costruita una superstrada sul ponte Nihonbashi, oscurando la classica vista del Fuji. Negli ultimi anni, i cittadini locali hanno chiesto al governo di rendere sotterranea questa superstrada. Questo piano è stato approvato dal primo ministro Jun'ichirō Koizumi nel 2005 e il governo metropolitano di Tokyo e il Ministero del territorio, delle infrastrutture, dei trasporti e del turismo hanno annunciato nel 2017 che avrebbero iniziato uno studio dettagliato del progetto, con l'obiettivo di iniziare la costruzione dopo i Giochi della XXXII Olimpiade.

## Monumenti e luoghi di interesse
- Banca del Giappone

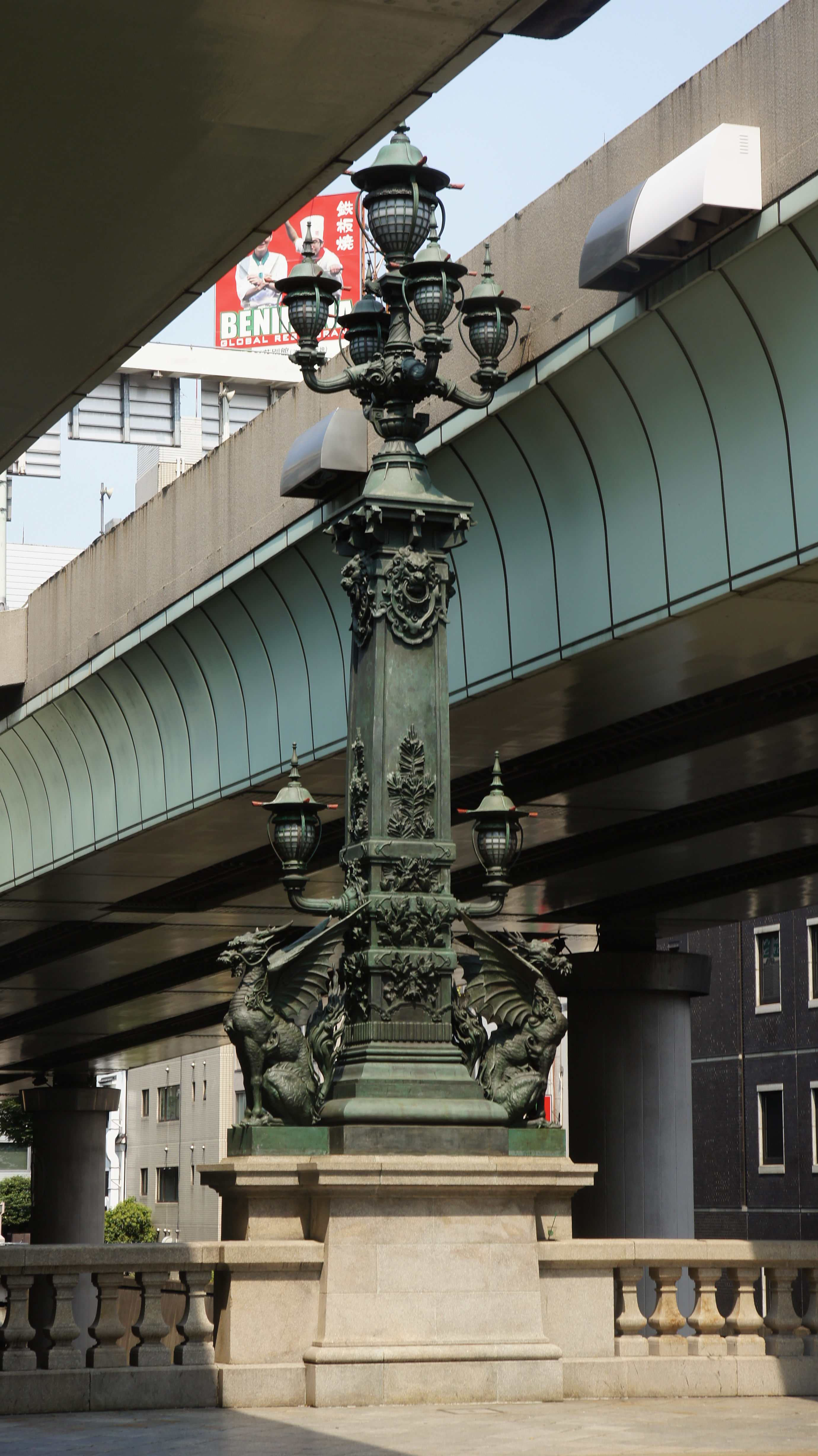
Kirin presso il Nihonbashi

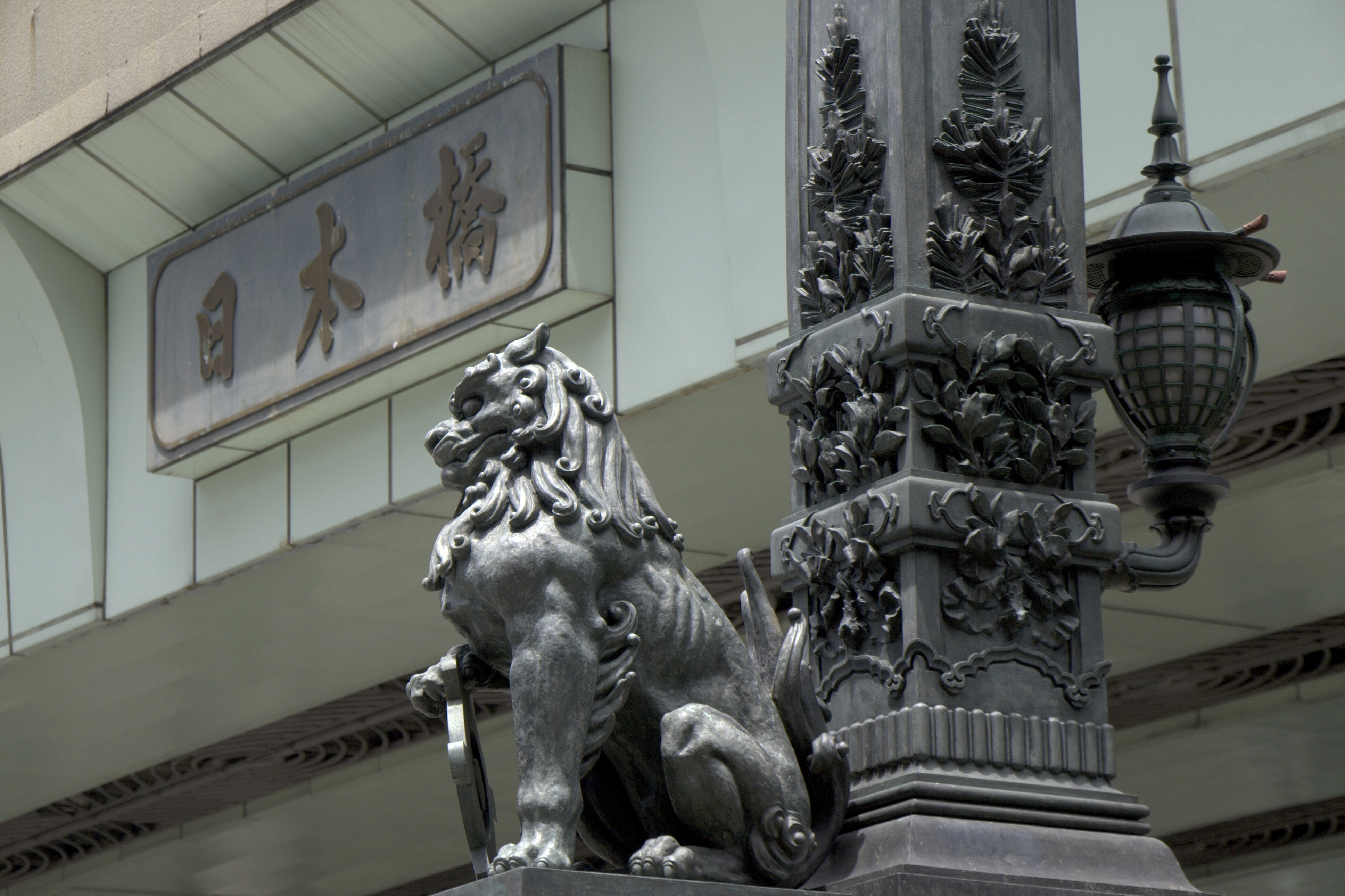
Leone presso il Nihonbashi

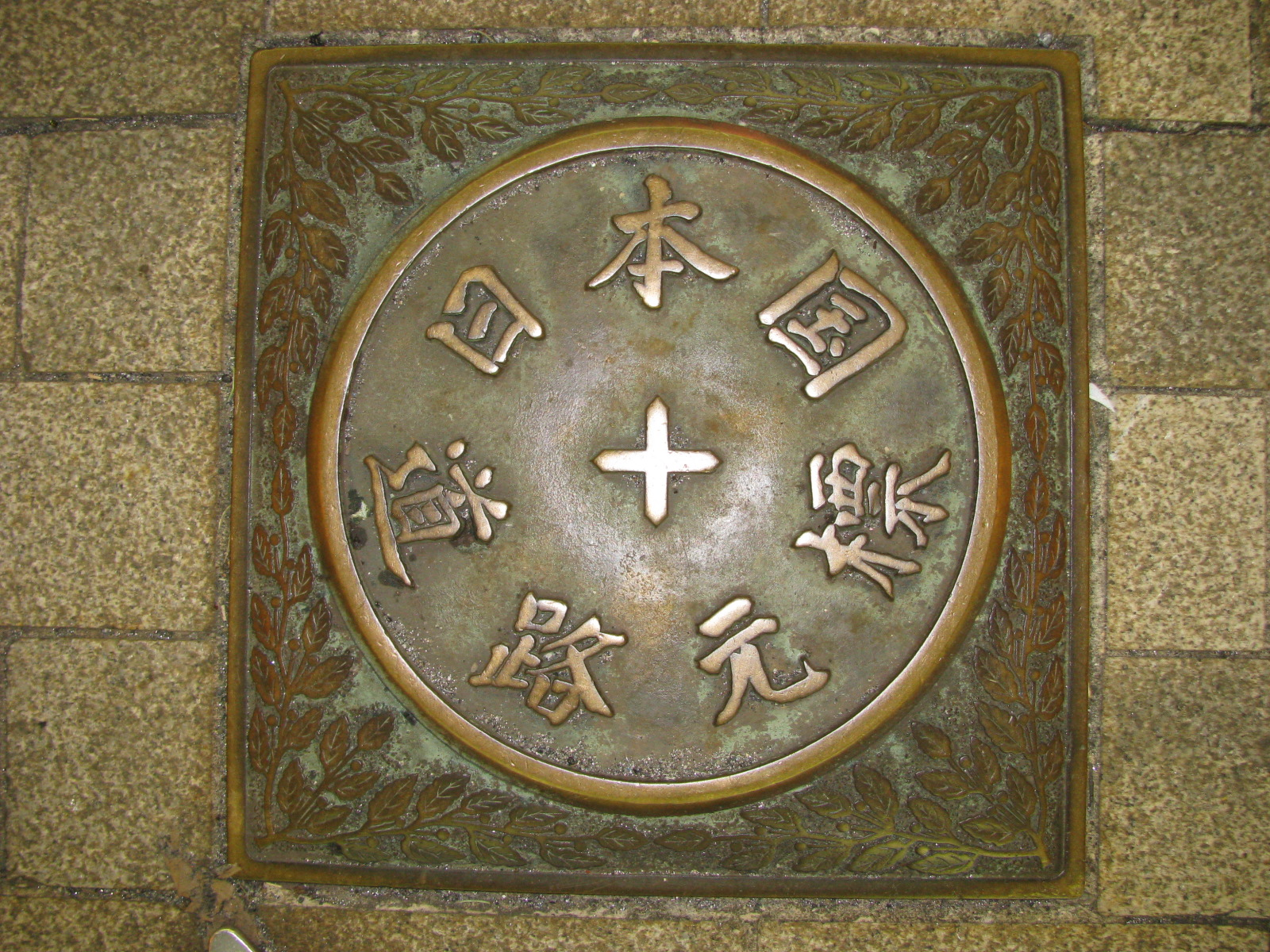
Chilometro zero al centro del Nihonbashi

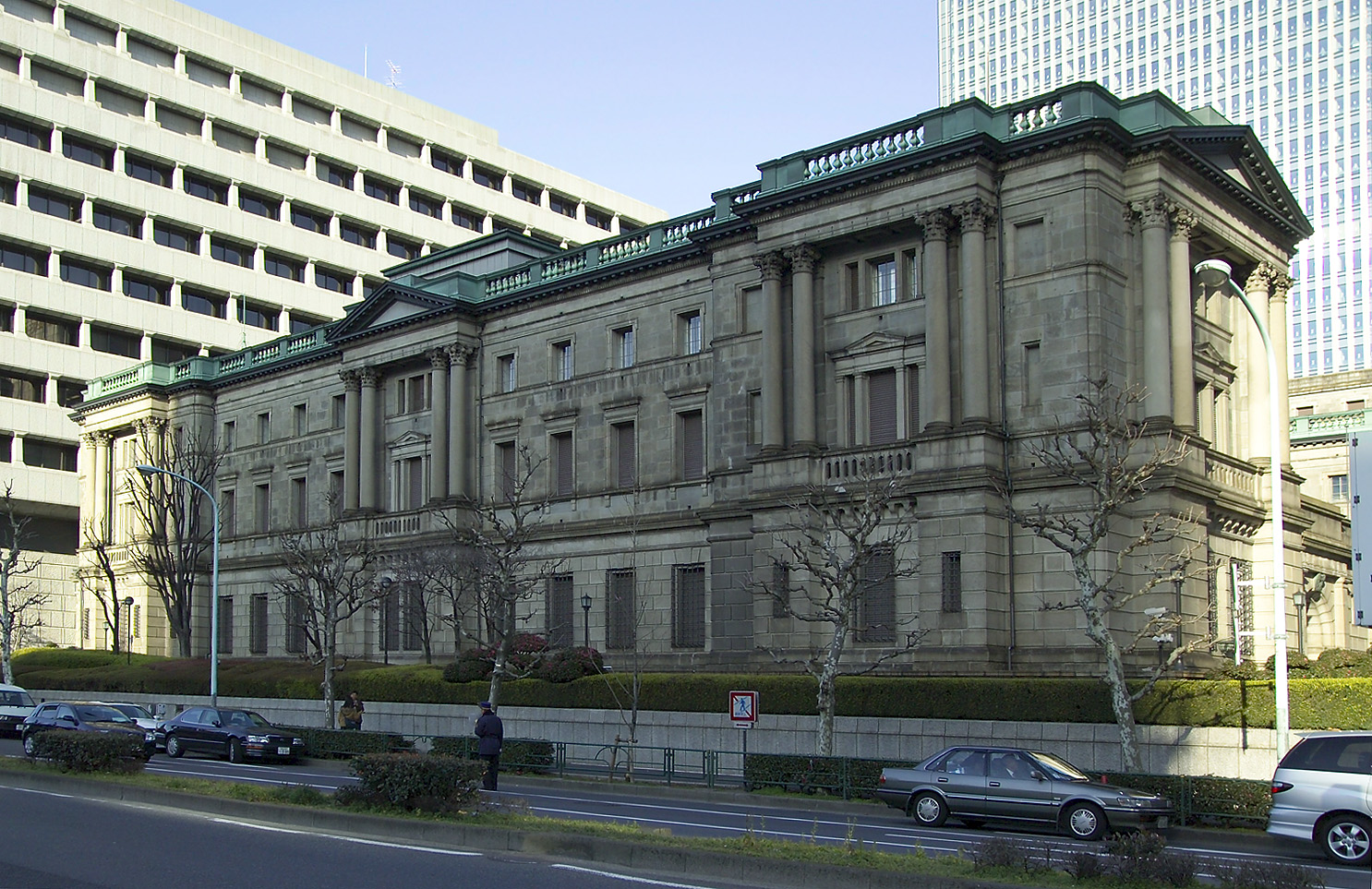
Banca del Giappone

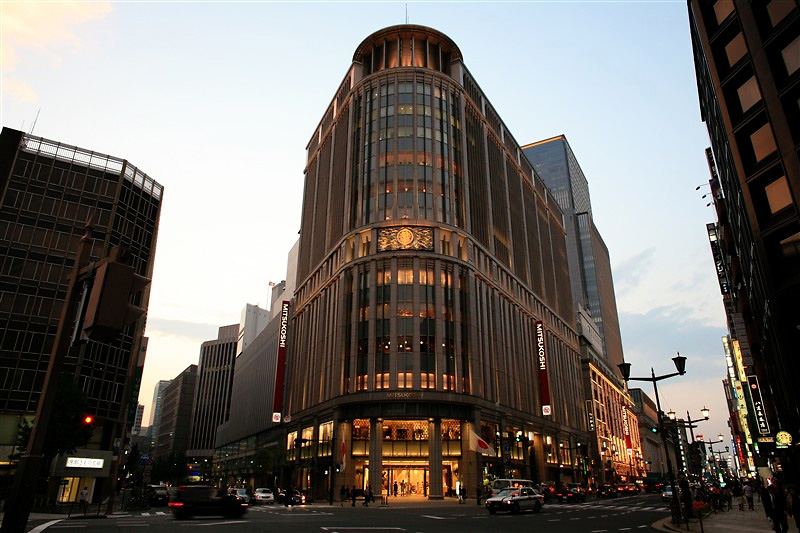
Mitsukoshi

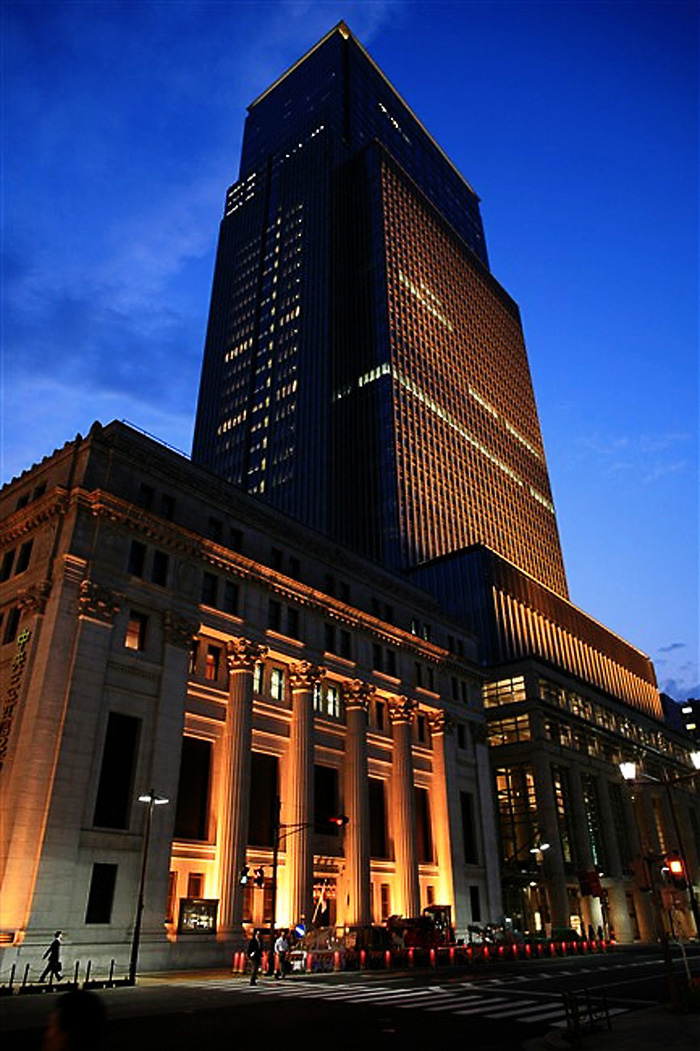
Nihonbashi Mitsui Tower

- I grandi magazzini Mitsukoshi e Takashimaya
- Coredo Nihonbashi
  - Mandarin Oriental, Tokyo
- Borsa di Tokyo
- Chilometro zero per l'intero Giappone[6]

## Aziende con sede a Nihonbashi
- Akebono Brake Industry[7]
- Bank of America Merrill Lynch Japan
- HSBC Japan
- KOSÉ[8]
- Maruzen
- Nisshinbo Holdings[9]
- Nomura Holdings[10]
- Takashimaya
- Takeda Pharmaceutical Company[11]
- Ippon Doll Works

Hakozakicho (箱崎町)
- IBM Japan - IBM Hakozaki Facility

Honcho (本町)
- Daiichi-Sankyo[12]

Muromachi (室町)
- Mitsui Fudosan[13]
- Mitsukoshi
- Sembikiya
- Shinsei Bank[14]

## Organizzazioni con sede a Nihonbashi
- Japan-India Association

## Stazioni ferroviarie e della metropolitana

### Stazioni della metropolitana
- Bakuro-yokoyama Station (馬喰横山駅) - Toei Shinjuku Line (S-09)
- Hamachō Station (浜町駅) - Toei Shinjuku Line (S-10)
- Higashi-nihombashi Station (東日本橋駅) - Toei Asakusa Line (A-15)
- Kayabachō Station (茅場町駅) - Tokyo Metro Hibiya Line (H-12), Tokyo Metro Tōzai Line (T-11)
- Kodemmachō Station (小伝馬町駅) - Tokyo Metro Hibiya Line (H-14)
- Mitsukoshimae Station (三越前駅) - Tokyo Metro Ginza Line (G-12), Tokyo Metro Hanzōmon Line (Z-09)
- Nihombashi Station (日本橋駅) - Toei Asakusa Line (A-13), Tokyo Metro Ginza Line (G-11), Tokyo Metro Tōzai Line (T-10)
- Ningyōchō Station (人形町駅) - Toei Asakusa Line (A-14), Tokyo Metro Hibiya Line (H-13)
- Suitengūmae Station (水天宮前駅) - Tokyo Metro Hanzōmon Line (Z-10)

### Stazioni ferroviarie
- Bakurochō Station (馬喰町駅) - JR Sōbu Line (Rapid)
- Shin-Nihombashi Station (新日本橋駅) - JR Sōbu Line (Rapid)

## Le cinque strade di Edo
Come punto di partenza per le cinque strade di Edo, Nihonbashi fornì un facile accesso a molte parti del Giappone antico.
- Tōkaidō (collega Edo a Kyoto, rimanendo vicino alla costa)

Nihonbashi (posizione di partenza) - Shinagawa-juku
- Nakasendō (collega Edo a Kyoto, attraversando le montagne)

Nihonbashi (posizione di partenza) - Itabashi-juku
- Kōshū Kaidō (collega Edo alla provincia di Kai (che corrisponde all'odierna prefettura di Yamanashi))

Nihonbashi (posizione di partenza) - Naitō Shinjuku
- Ōshū Kaidō (collega Edo alla provincia di Mutsu (che corrisponde all'odierna prefettura di Fukushima))

Nihonbashi (posizione di partenza) - Hakutaku-juku
- Nikkō Kaidō (connecting Edo with Nikkō)

Nihonbashi (posizione di partenza) - Senju-juku